# Эфиопская генетта
Эфиопская генетта (лат. Genetta abyssinica) — хищное животное семейства виверровых.
Длина тела от 40,8 до 43 см, длина хвоста от 38 до 40,3 см, вес от 1,3 до 2 кг. Мех короткий и мягкий.Окраска меха от бело-кремового до желтоватого цвета, брюхо светло-серое. Окраска животных, обитающих на равнине, светлее чем у животных, обитающих в гористой местности. Пятна на спине образуют пять полос. Пятна на затылке образуют две тёмные полосы. У хвоста 7—9 светлых колец, прерывающихся тёмными кольцами, кончик хвоста чёрный. Передние и задние конечности светло-серые с тёмными пятнами.
Вид неравномерно распределен в Эфиопии, северной части Сомали, Эритреи, Джибути и юго—восточной части Судана. Имеются наблюдения животных в горах Эфиопии на высоте до 3750 метров над уровнем моря. Встречается в широком диапазоне высотных и экологических сред обитания, от прибрежных равнин и открытых сухих равнин до горных вересковых пустошей и африканских альпийских лугов.
Ведёт ночной одиночный образ жизни. Питается мелкими позвоночными, в основном грызунами, а также насекомыми и фруктами.
Угрозы не ясны, однако потеря мест обитания и давление выпаса скота, вероятно, являются угрозами. В Эфиопии только три национальных парка, скорее всего, поддерживают численность эфиопских генетт: Янгуди-Раса, Аваш и Сымен.